# Oceano (film 1933)
Oceano (Below the Sea ) è un film del 1933, diretto da Albert Rogell (Albert S. Rogell).

## Produzione
Il film fu prodotto dalla Columbia Pictures Corporation.

## Distribuzione
Distribuito dalla Columbia Pictures, il film uscì nelle sale cinematografiche USA il 29 marzo 1933, distribuito il 10 novembre dello stesso anno anche in Svezia. Nel 1934, uscì in Francia (19 gennaio) e in Portogallo (9 maggio).